# Ambystoma silvense
Ambystoma silvense är en groddjursart som beskrevs av Webb 2004. Ambystoma silvense ingår i släktet Ambystoma och familjen mullvadssalamandrar. IUCN kategoriserar arten globalt som otillräckligt studerad. Inga underarter finns listade i Catalogue of Life.